# ソハーグ
ソハーグ（アラビア語: سوهاج、アラビア語サイード方言: suːˈhaːdʒ）はエジプト中央部のナイル川西岸のソハーグ県の県都。ソハーグは1960年から県都で、それ以前はギルガが県都で県名もギルガ県だった。かつてはエスナ県（現在のケナ県）も含んだ。2012年の人口は約20.1万人。

## 歴史
ローマ帝国時代のミイラが見付かっている。
コプト正教会時代には白修道院の僧が住んでいた。
1960年、ギルガ県がソハーグ県に変わり、県都が移って来た事で、村はソハーグと改名された。

## 地理
ソハーグはナイル川の西岸の肥沃な土地に位置する。アフミームの南西6 kmに位置する。大きいが人の住まないカラマン・エズ・ザフル島と、小さいが数軒の家が有るエズ・ザフル島（花の島）もソハーグに含まれる。

## 経済
観光客は少ない。貿易や絨毯、家具、紡績、砂糖産業が行われている。行政と教育産業の規模が比較的大きい。

## 人口
| 2万760人                                   | 10万1758人 | 13万2965人 | 17万125人 | 18万9695人 | 20万1339人 |
| Starting in 1976: Population of Sohag City |            |            |           |            |            |

### 宗教
イスラム教スンニ派が多数派である。少数だがコプト正教会信者も居る。

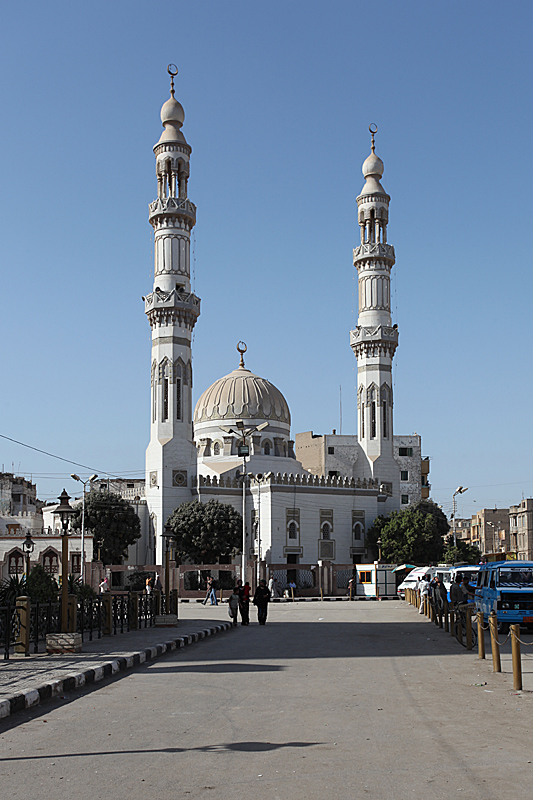
シディ・アリフ・モスクの南側
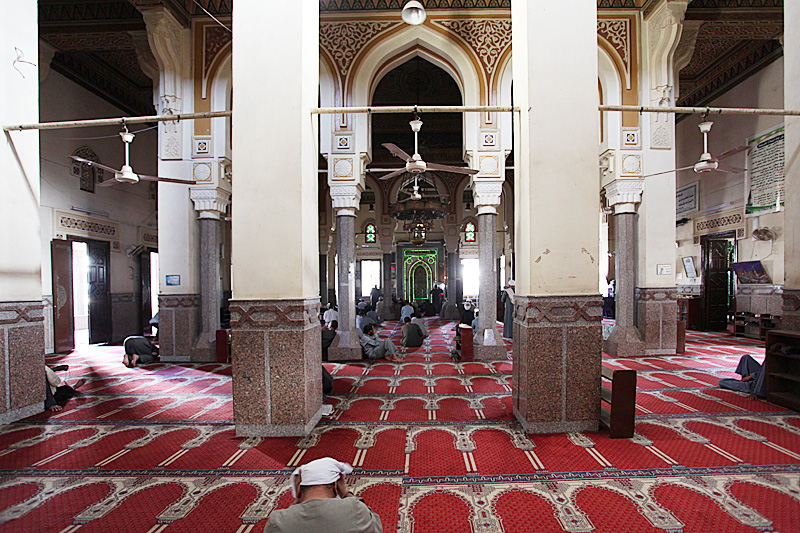
シディ・アリフ・モスクの内側
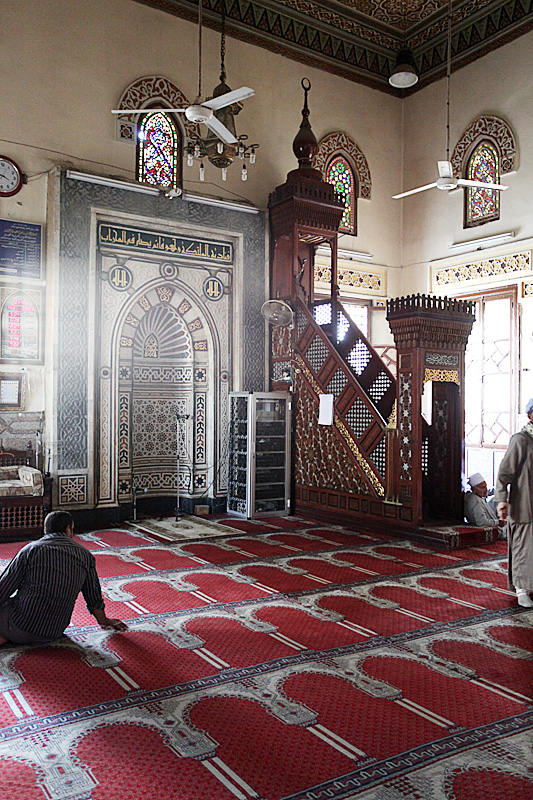
シディ・アリフ・モスクのミフラブとミンバー
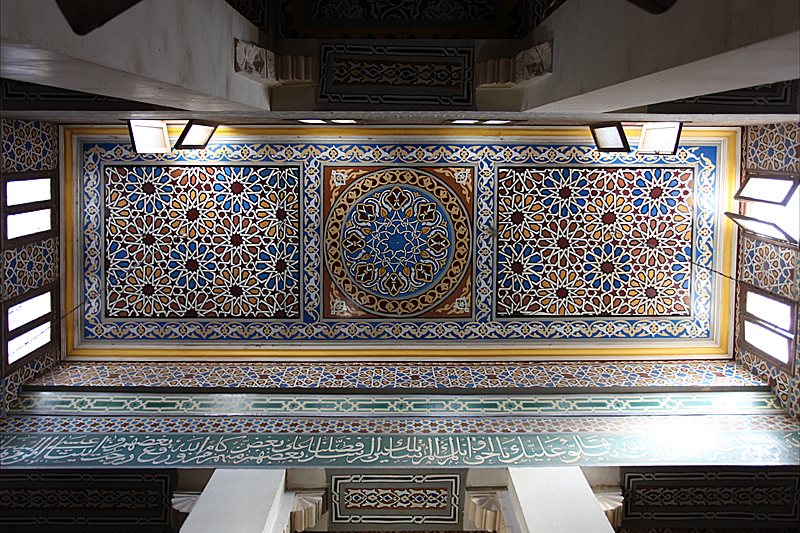
シディ・アリフ・モスクの天井
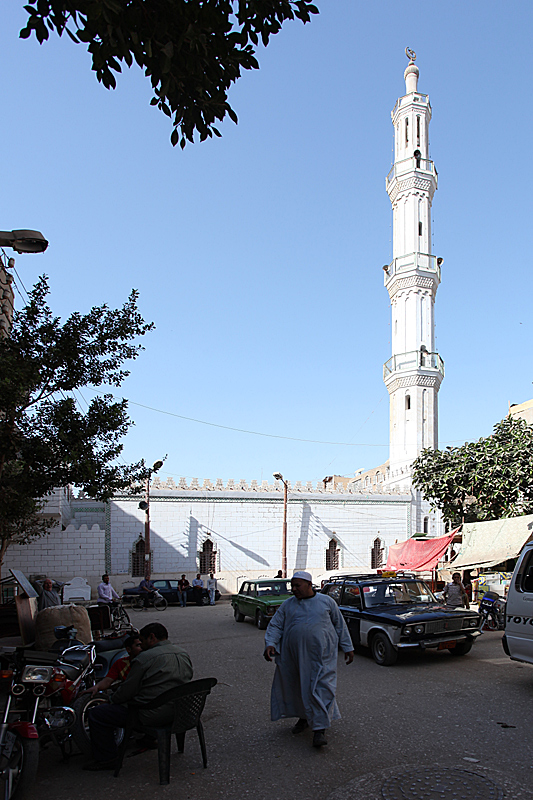
エル・ファルシュティ・モスクの南側
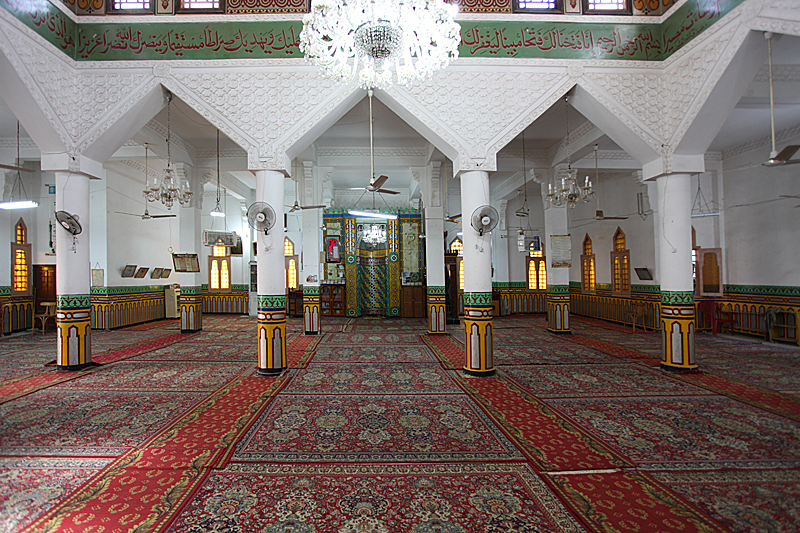
エル・ファルシュティ・モスクの内側
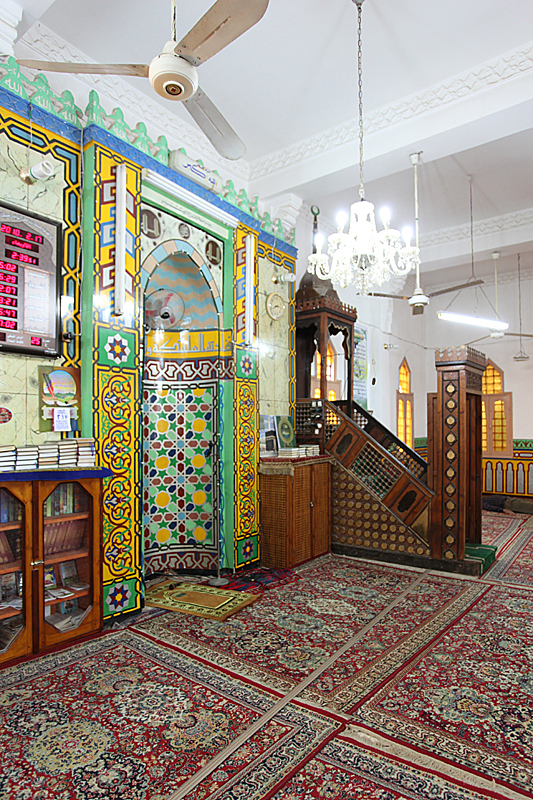
エル・ファルシュティ・モスクのミフラブとミンバー
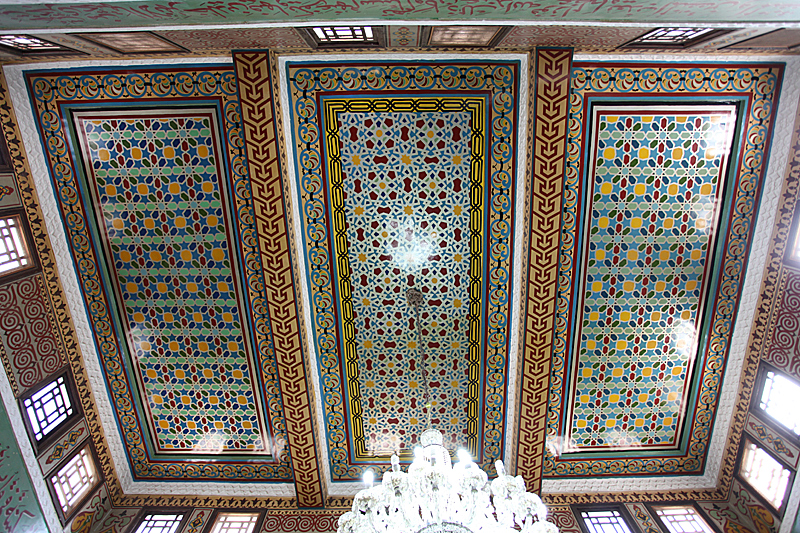
エル・ファルシュティ・モスクの天井
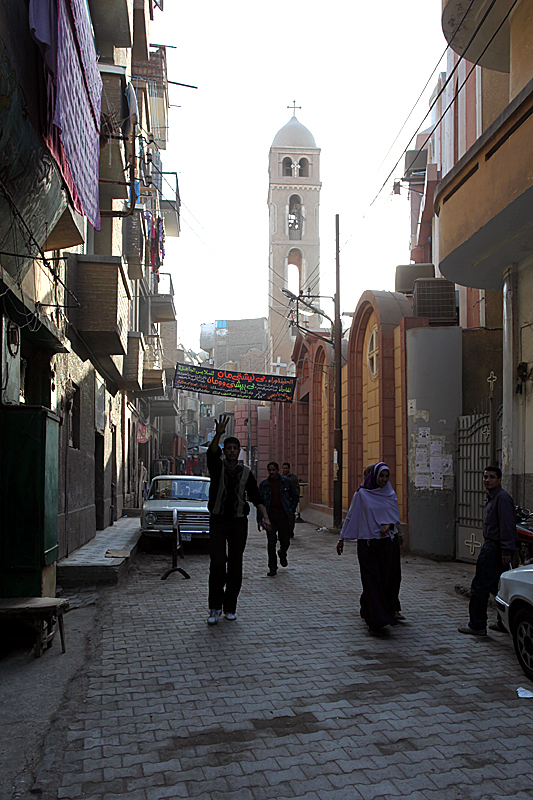
聖処女教会
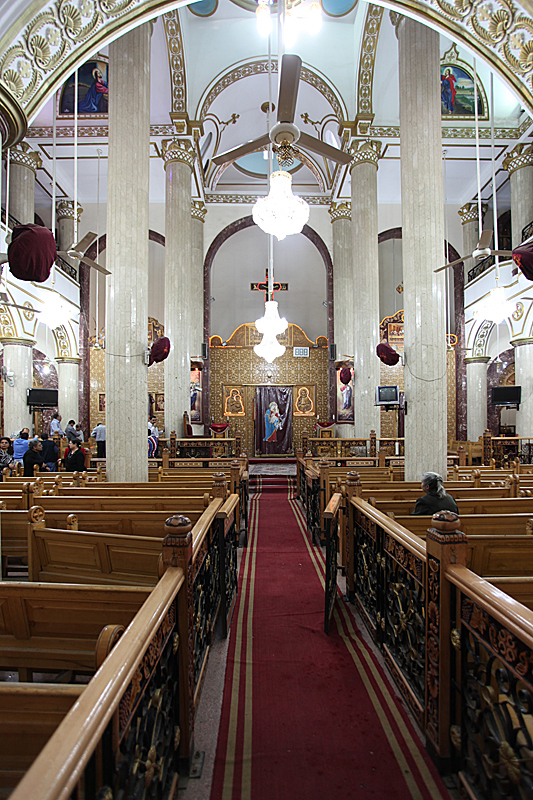
聖処女教会の内側
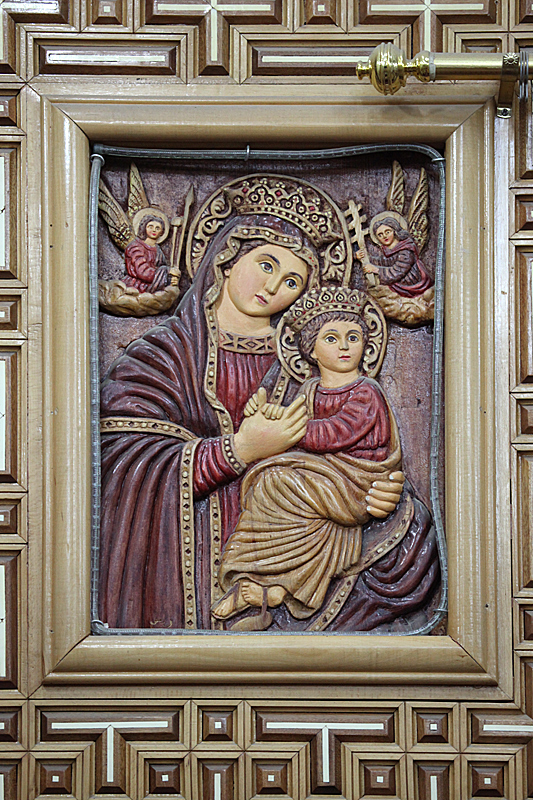
聖処女と子供のイコン
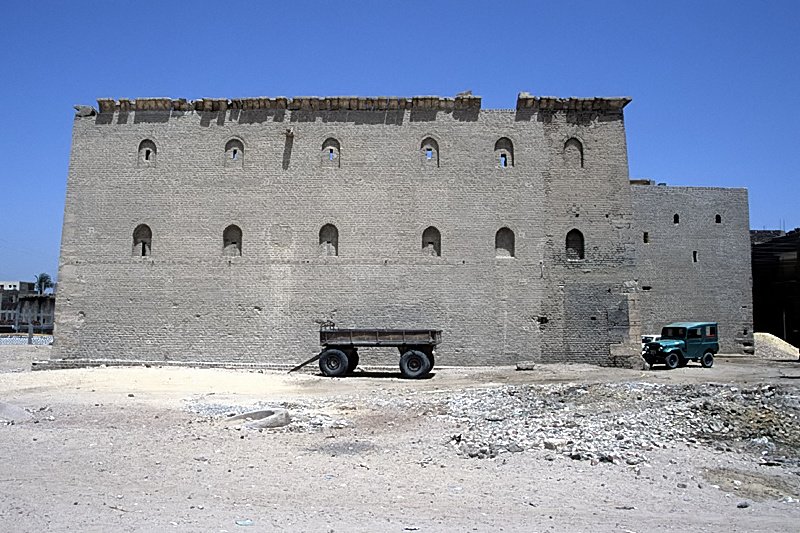
赤修道院
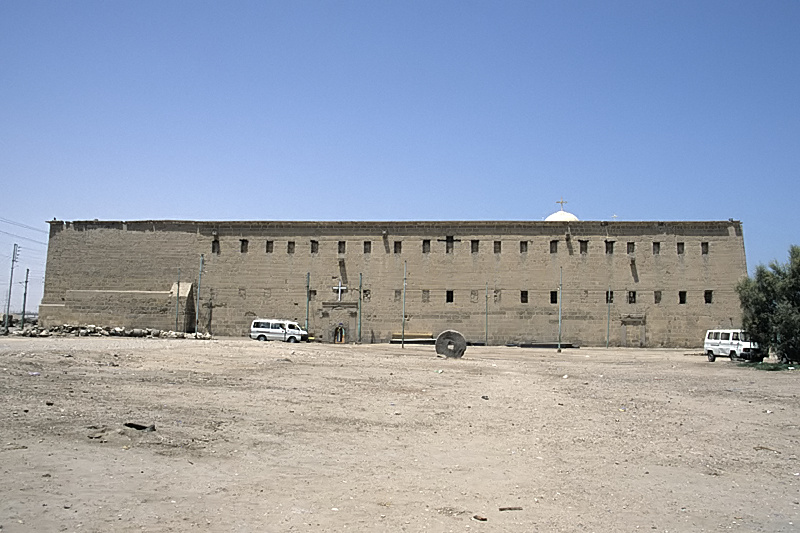
白修道院

## 行政区画
ソハーグは東地区（حى شرق）と西地区（حي غرب）に分かれる。 

## 気候
砂漠気候（BWh）に属する。
| ソハーグの気候         | ソハーグの気候 | ソハーグの気候 | ソハーグの気候 | ソハーグの気候 | ソハーグの気候 | ソハーグの気候 | ソハーグの気候 | ソハーグの気候 | ソハーグの気候 | ソハーグの気候 | ソハーグの気候 | ソハーグの気候 | ソハーグの気候 |
| 月                     | 1月            | 2月            | 3月            | 4月            | 5月            | 6月            | 7月            | 8月            | 9月            | 10月           | 11月           | 12月           | 年             |
| ---------------------- | -------------- | -------------- | -------------- | -------------- | -------------- | -------------- | -------------- | -------------- | -------------- | -------------- | -------------- | -------------- | -------------- |
| 最高気温記録 °C （°F） | 30.8 (87.4)    | 37.5 (99.5)    | 42.2 (108)     | 43.9 (111)     | 47.4 (117.3)   | 47.9 (118.2)   | 47.0 (116.6)   | 43.4 (110.1)   | 44.4 (111.9)   | 43.1 (109.6)   | 37.0 (98.6)    | 33.3 (91.9)    | 47.9 (118.2)   |
| 平均最高気温 °C （°F） | 22.0 (71.6)    | 23.8 (74.8)    | 27.5 (81.5)    | 33.6 (92.5)    | 37.7 (99.9)    | 39.6 (103.3)   | 38.8 (101.8)   | 37.8 (100)     | 36.0 (96.8)    | 33.7 (92.7)    | 28.2 (82.8)    | 23.5 (74.3)    | 31.9 (89.4)    |
| 日平均気温 °C （°F）   | 13.9 (57)      | 15.6 (60.1)    | 18.9 (66)      | 24.5 (76.1)    | 29.1 (84.4)    | 30.7 (87.3)    | 31.0 (87.8)    | 29.9 (85.8)    | 27.9 (82.2)    | 25.1 (77.2)    | 19.8 (67.6)    | 15.4 (59.7)    | 23.5 (74.3)    |
| 平均最低気温 °C （°F） | 7.3 (45.1)     | 8.8 (47.8)     | 11.8 (53.2)    | 16.6 (61.9)    | 21.1 (70)      | 23.1 (73.6)    | 24.1 (75.4)    | 23.1 (73.6)    | 20.6 (69.1)    | 17.8 (64)      | 13.0 (55.4)    | 9.2 (48.6)     | 16.4 (61.5)    |
| 最低気温記録 °C （°F） | 0.4 (32.7)     | 2.6 (36.7)     | 3.3 (37.9)     | 7.7 (45.9)     | 11.5 (52.7)    | 15.7 (60.3)    | 17.6 (63.7)    | 18.0 (64.4)    | 15.9 (60.6)    | 11.4 (52.5)    | 4.8 (40.6)     | 2.6 (36.7)     | 0.4 (32.7)     |
| 降水量 mm （inch）     | 0 (0)          | 1 (0.04)       | 0 (0)          | 0 (0)          | 0 (0)          | 0 (0)          | 0 (0)          | 0 (0)          | 0 (0)          | 0 (0)          | 0 (0)          | 0 (0)          | 1 (0.04)       |
| 平均降水日数           | 0.1            | 0.1            | 0.2            | 0.1            | 0              | 0              | 0              | 0              | 0              | 0              | 0              | 0.2            | 0.7            |
| % 湿度                 | 57             | 50             | 44             | 36             | 30             | 31             | 37             | 43             | 45             | 44             | 51             | 56             | 43.7           |
| 出典1：NOAA            |                |                |                |                |                |                |                |                |                |                |                |                |                |
| 出典2：Climate Charts  |                |                |                |                |                |                |                |                |                |                |                |                |                |

## 言語
アラビア語サイード方言の方言連続体が用いられる。都市住民はアラビア語エジプト方言を話す。

## 交通
ソハーグはギーザや北の都市と3本の主要道路(アシュート道、西部砂漠道、東部砂漠道)で結ばれている。
2010年2月、紅海に面するフルガダとの間に高速道路が開通した。これにより、上エジプトと紅海地方の交通が改善した。
同年5月、ソハーグ国際空港が開港した。
| 都市             | 距離(km) |
| ---------------- | -------- |
| アレクサンドリア | 692      |
| ポートサイド     | 691      |
| イスマイリア     | 616      |
| スエズ           | 605      |
| カイロ           | 471      |
| アスワン         | 428      |
| ルクソール       | 205      |
| アシュート       | 98       |

## 教育
公立のソハーグ大学は東地区に有り、4万人以上が学んでいる。南谷大学の分校として設置されたが、2006年に独立した。現在10の学部が有る。

## スポーツ

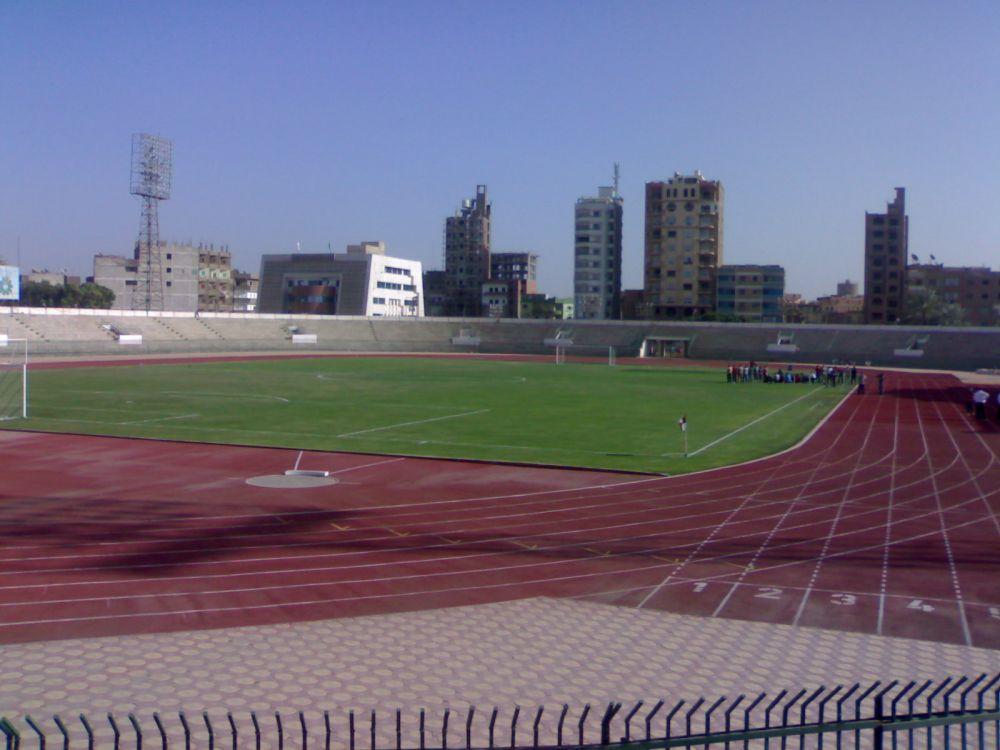
ソハーグ競技場

- ソハーグFC（英語版）：エジプト・プレミアリーグ所属。
- エル・ゴウナFC（英語版）

## 著名人
- ナルメル(在位：紀元前3125年 - 紀元前3062年)：エジプト第1王朝創始者。
- ムハンマド・タンターウィー(محمد سيد طنطاوى)(1928年 - 2010年)：イスラム教スンナ派のイマーム。アル＝アズハル大学総長。
- ナギーブ・サウィーリス(نجيب ساويرس)(1954年 - )：自由エジプト人党創設者。オラスコム・テレコム会長。

## 写真

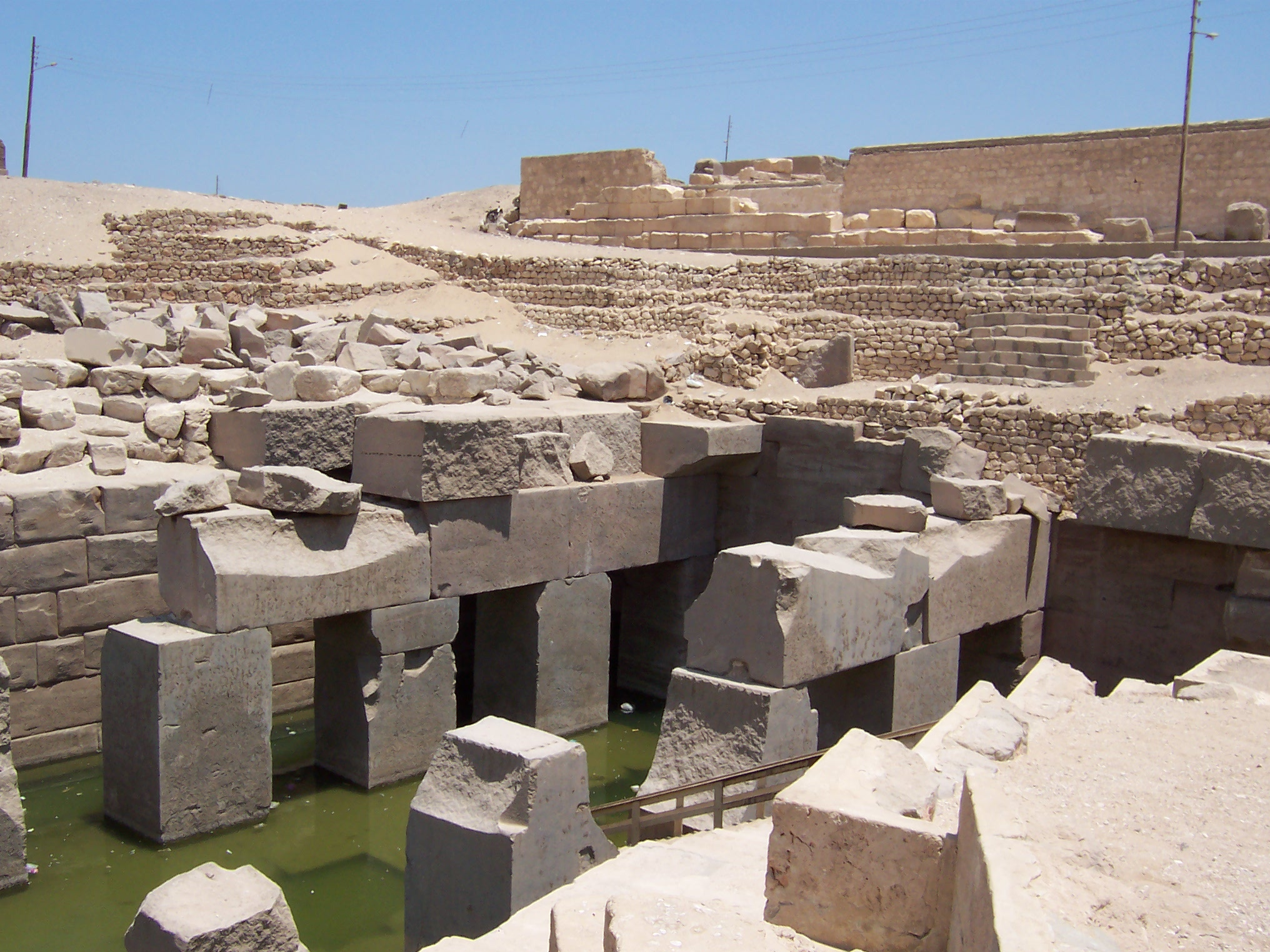
Osireion, Abydos
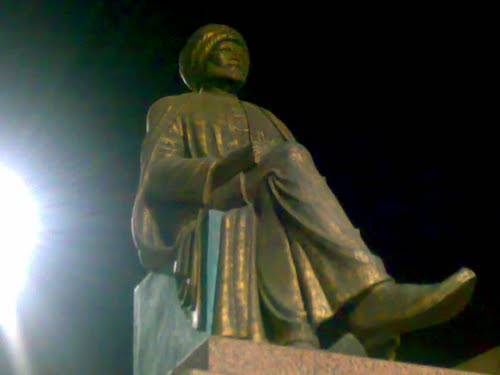
タフタウィー像
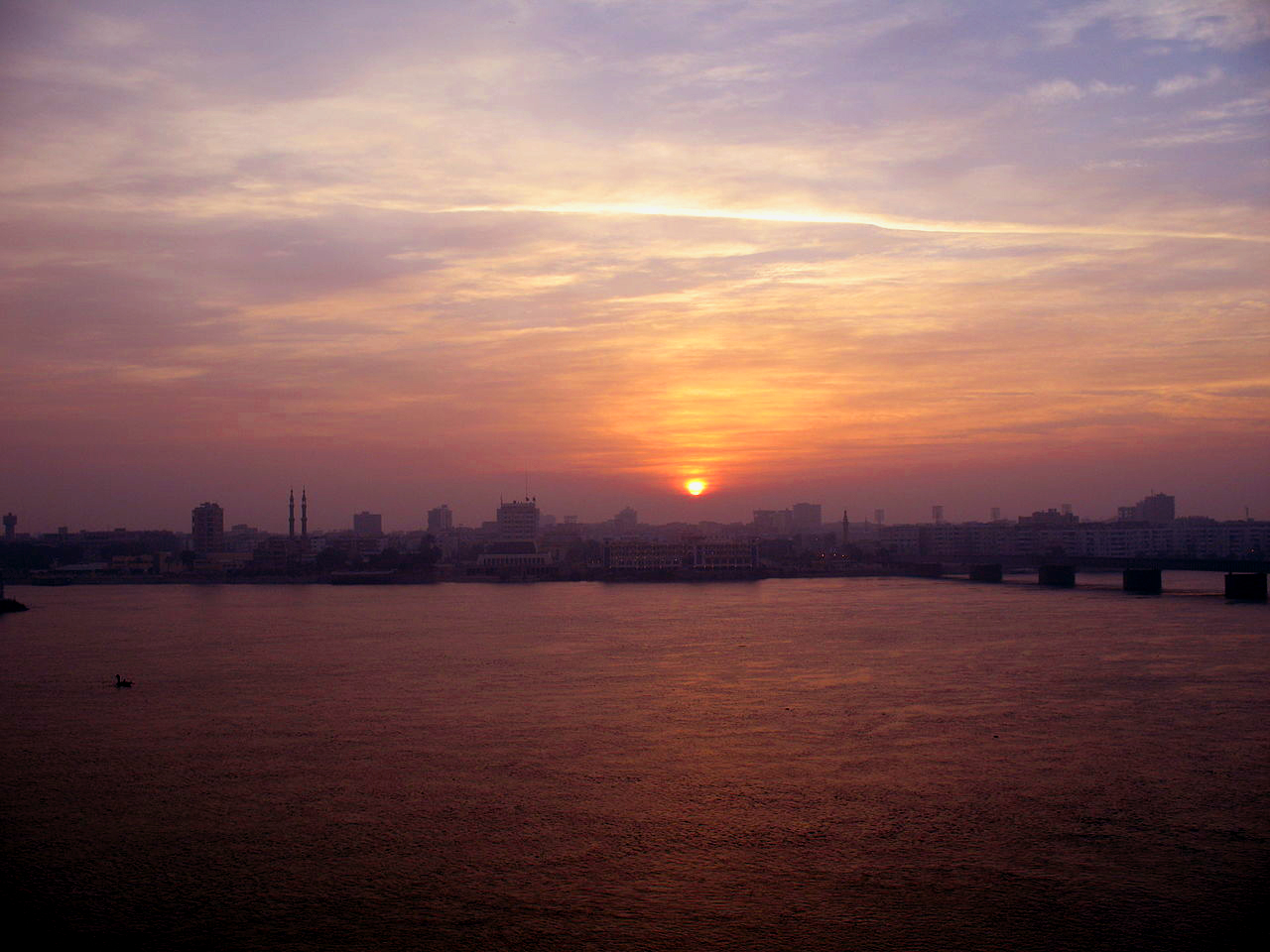
遠景
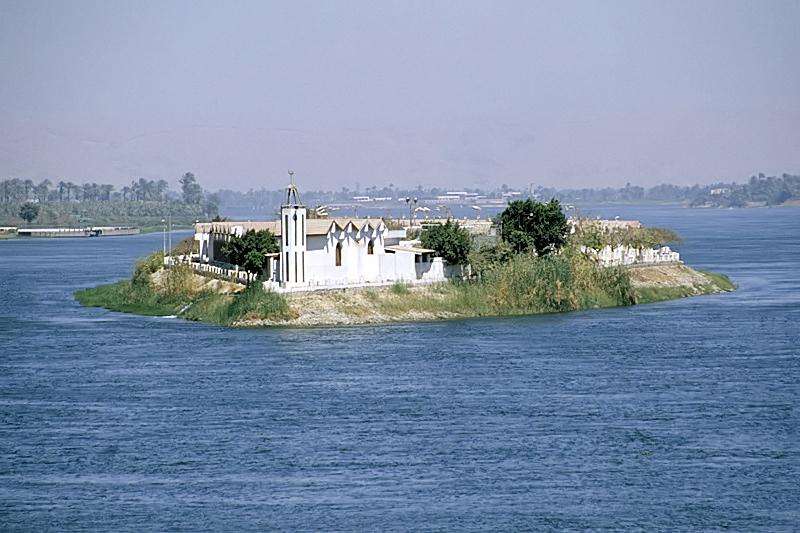
Jazirat Al Zohour .
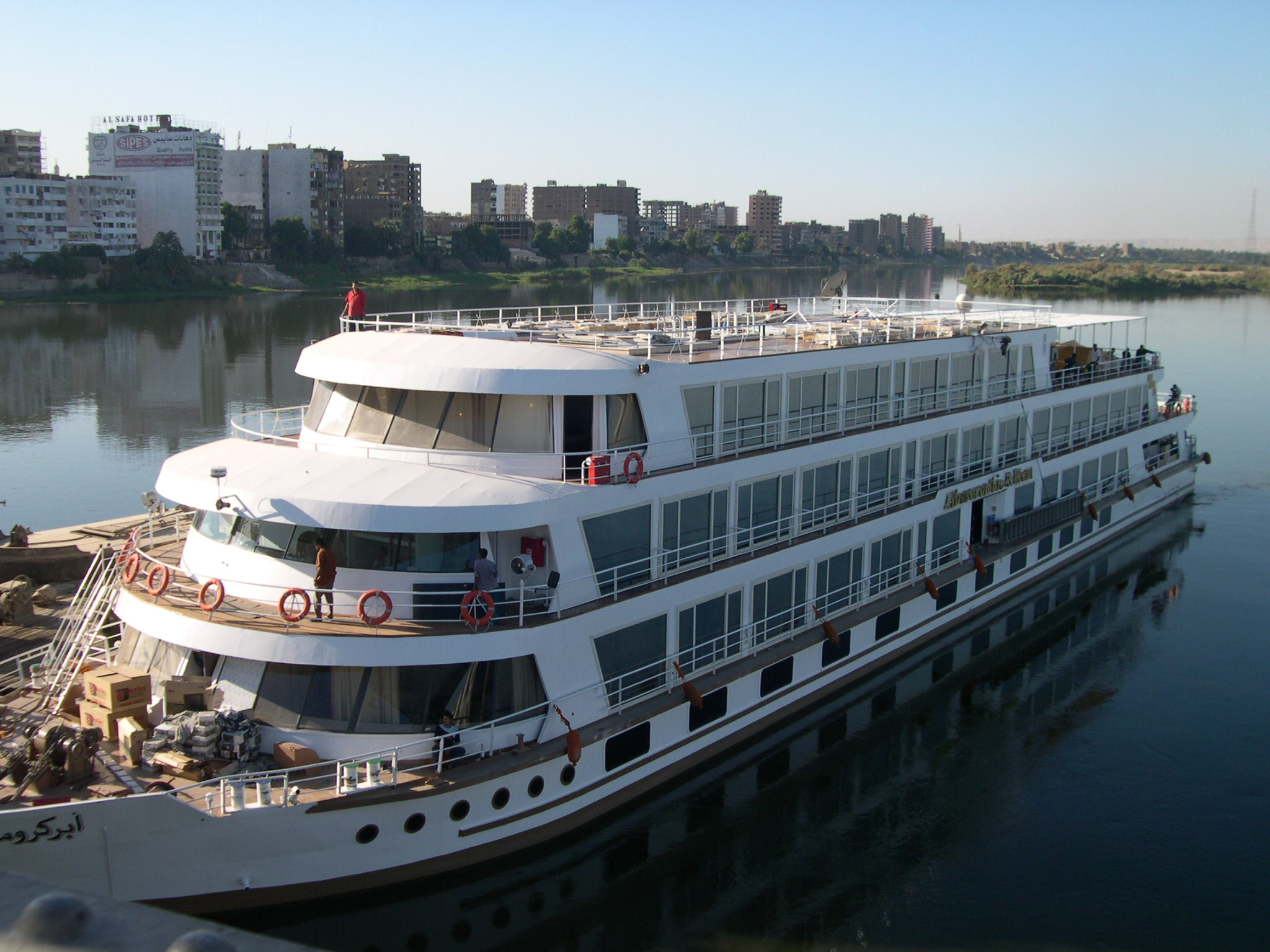
アクミム橋から見たナイル川